# Droga wojewódzka 722
Die Droga wojewódzka 722 (DW 722) ist eine 30 Kilometer lange Droga wojewódzka (Woiwodschaftsstraße) in der polnischen Woiwodschaft Masowien, die Piaseczno mit Grójec verbindet. Die Strecke liegt im Powiat Piaseczyński, im Powiat Krotoszyński und im Powiat Grójecki.

## Streckenverlauf
Woiwodschaft Masowien, Powiat Piaseczyński
-  Piaseczno (DK 79, DW 721)
- Jazgarzew
- Bogatki
-  Łoś (DW 876)
- Nowy Prażmów
- Zawodnów
-  Prażmów (DW 683)
- Lesznowola

Woiwodschaft Masowien, Powiat Krotoszyński
- Kobylin (Kobelin)

Woiwodschaft Masowien, Powiat Grójecki
-  Grójec (S 7, DK 50, DW 728)